# 1986

## Събития
- 1 януари – Испания и Португалия се присъединяват към Европейският съюз.
- 18 януари – Самолет на „Айровиас“ се разбива при заход към летище „Санта Елена“, Флорес, Гватемала и убива всички 94 души на борда.
- 19 януари – Първият компютърен вирус „Брейн“ започва да се разпространява.
- 28 януари – 73 секунди след изстрелването от стартовата площадка се взривява космическата совалка Чалънджър със седем души на борда. Всички загиват.
- 19 февруари – Съветския съюз пуска в действие международната космическа станция „Мир“.
- 31 март – Самолетът при полет 940 на „Мехикана де Авиасион“ се разбива в планинската верига Западна Сиера Мадре и убива 167 души.
- 12 април – Берое печели шампионската титла в Българската А група по футбол за първи път в историята си.
- 26 април – Четвърти реактор на атомната електроцентрала в Чернобил, Украйна, избухва вследствие на авария при рутинен тест за сигурността и се запалва (виж Чернобилска авария).
- 10 май – Слободан Милошевич е избран за Председател на Председателството на ЦК на Съюза на комунистите на Сърбия
- 31 май – Започва световното първенство по футбол. Домакин е Мексико.
- 19 юни – Избрано е новото българско правителство на Георги Атанасов.
- 29 юни – Аржентина побеждава Германия с 3:2 и взима световната купа по футбол.
- 2 юли – Самолетът при полет 2306 на „Аерофлот“ се разбива при опит за аварийно кацане на летище „Сиктивкар“ в Сиктивкар, в днешна република Коми, Русия и убива 54 души на борда.
- 31 август – Самолетът при полет 498 на „Аеромексико“ се сблъсква с „Пайпър PA-28-181 Арчър“ над Сиритъс, Калифорния и убива 67 души във въздуха и още 15 на земята.
- 20 октомври – Самолетът при полет 6502 на „Аерофлот“ се разбива при кацане на летище „Куйбишев“ (сега международно летище Куромоч) в Куйбишев (сега днешна Самара, Русия), умират 70 души.
- 7 декември – Земетресение с магнитуд 5,7 разлюлява Стражица, хиляди остават без домове.

## Родени
- 2 януари – Аса Акира, американска порноактриса
- 5 януари – Дипика Падуконе, индийска актриса
- 8 януари – Давид Силва, испански футболист
- 19 януари – Клаудио Маркизио, италиански футболист
- 24 януари – Миша Бартън, английска актриса
- 25 януари – Асани Лукимя-Мулонготи, конгоански футболист
- 28 януари – Иван Скерлев, български футболист
- 1 февруари – Иван Площаков, български футболист
- 12 февруари – Роналд Гърчалиу, австрийски футболист
- 14 февруари – Тифани Торнтън, американска актриса
- 15 февруари – Валери Божинов, български футболист
- 17 февруари – Методи Ананиев, български волейболист
- 19 февруари – Нани, португалски футболист
- 28 март – Лейди Гага, американска певица
- 30 март – Серхио Рамос, испански футболист
- 1 април – Йозге Йозпиринчджи, турска актриса
- 2 април – Андрис Биедринш, латвийски баскетболист
- 3 април – Аманда Байнс, американска актриса
- 5 април – Джени Хендрикс, американска порно актриса и модел
- 7 април – Кристиан Фукс, австрийски футболист
- 16 април 
  - Светозар Кнезовски, български актьор
  - Петър Бонев, български актьор, фотограф и графичен дизайнер
- 27 април
  - Елена Ристеска, певица от Република Македония
  - Катрин Уеб, английска писателка
- 6 май – Любомир Божинов, български футболист
- 11 май – Абу Диаби, френски футболист
- 13 май – Робърт Патинсън, британски актьор, модел и музикант
- 17 май – Христо Граховски, български плувец
- 22 май – Димитър Пашев, български политик
- 23 май
  - Илко Пиргов, български футболист
  - Йоанна Драгнева, българска певица и озвучаваща актриса
- 3 юни – Рафаел Надал, испански
- 4 юни
  - Фахрие Евджен, турска актриса
  - Иван Велчев, български актьор
- 13 юни – Мери-Кейт и Ашли Олсън, американски актриси
- 16 юни – Фернандо Муслера, уругвайски вратар
- 29 юни - Едуард Мая, румънски диджей и музикант
- 3 юли – Оскар Устари, аржентински футболист
- 8 юли – Йордан Иванов, български юрист и политик
- 14 юли – Илия Николов, български футболист
- 16 юли – Шалозе Удоджи, нигерийски футболист
- 17 юли – Йозлем Йълмаз, турска актриса
- 23 юли – Рейхан, българска попфолк певица от турски произход († 2005 г.)
- 24 юли – Вугар Гашимов, азербайджански шахматист († 2014 г.)
- 27 юли – Момчил Степанов, български актьор и певец
- 5 август – Байрам Байрам, български политик
- 9 август – Танер Йолмез, турски актьор
- 14 август – Габриела Сабо, унгарска
- 15 август – Крум, български попфолк и поп певец
- 17 август – Невена Цонева, българска поп певица
- 19 август – Марин Маринов, български политик, икономист и адвокат
- 21 август – Юсейн Болт, ямайски лекоатлет
- 25 август – Иван Зарев, български волейболист
- 27 август – Слави Панайотов, български писател и влогър
- 3 септември – Шон Уайт, американски сноубордист и скейтбордист
- 8 септември – Даниел Петканов, български инфлуенсър
- 12 септември – Еми Росъм, американска актриса
- 30 септември – Ники Станчев, български актьор
- 4 октомври – Йоанна Темелкова, българска актриса
- 5 октомври – Валери Домовчийски, български футболист
- 7 ноември – Олимпия Мелинте, румънска актриса
- 8 ноември – Арон Шварц, американски програмист († 2013 г.)
- 23 ноември – Иван Бандаловски, български футболист
- 25 ноември – Тихомир Трифонов, български футболист
- 26 ноември – Иван Чепаринов, български шахматист
- 7 декември – Антония Григорова-Бургова, българска състезателка по ски бягане
- 8 декември 
  - Амир Хан, британски боксьор
  - Кейт Воугъл, американска певица
- 21 декември – Дамян Попов, български поп певец

## Починали
- Илия Еврев, български лекар
- Христо Анастасов, български емигрантски деец
- ? – Робърт Йънг, американски писател (р. 1915 г.)
- 8 януари – Пиер Фурние, френски виолончелист
- 10 януари
  - Ярослав Сайферт, чешки писател (р. 1901 г.)
  - Ярослав Сейферт, чешки писател
- 23 януари – Йозеф Бойс, германски художник
- 28 януари – Улоф Палме, шведски политик
- 29 януари – Л. Рон Хабърд, американски писател (р. 1911 г.)
- 30 януари – Густав Себеш,
- 1 февруари – Алва Мюрдал, шведска писателка
- 17 февруари – Джиду Кришнамурти, индийски философ
- 18 февруари – Георги Дзивгов, български преводач
- 8 март – Хуберт Фихте, немски писател (р. 1935 г.)
- 28 март – Леа Иванова, Българска джаз и шлагерна певица
- 30 март – Джеймс Кагни, американски актьор (р. 1899 г.)
- 7 април – Евгени Константинов, български писател (р. 1923 г.)
- 14 април – Симон дьо Бовоар, френски философ
- 17 април – Марсел Дасо, френски авиоконструктор (р. 1892 г.)
- 22 април – Мирча Елиаде, историк на религиите (р. 1907 г.)
- 24 април – Иван Дуйчев, български историк, медиевист
- 26 април – Дечко Узунов, български художник (р. 1899 г.)
- 9 май – Тенсинг Норгей, непалски алпинист (р. 1914 г.)
- 15 май – Елио де Анджелис, италиански автомобилен състезател (р. 1958 г.)
- 23 май – Стърлинг Хейдън, американски актьор (р. 1916 г.)
- 6 юни – Херберт Айзенрайх, австрийски писател
- 14 юни
  - Хорхе Луис Борхес, аржентински писател (р. 1899 г.)
  - Вилхелм Сабо, австрийски писател (р. 1901 г.)
  - Владимир Георгиев, български езиковед
- 15 юни – Ангеларий, глава на МПЦ
- 19 юни – Колюш, френски киноартист
- 17 юли – Ристо Шишков, югославски актьор
- 23 юли – Адолфо Балончиери, италиански футболист и треньор
- 24 юли – Хиндо Касимов, български актьор (р. 1934 г.)
- 25 юли – Винсънт Минели, американски филмов режисьор (р. 1903 г.)
- 29 юли – Емил Коралов, български писател (р. 1906 г.)
- 6 август – Олга Блажева, българска поетеса (р. 1901 г.)
- 7 август – Хаим Оливер, български писател
- 11 август – Любомир Кабакчиев, български актьор
- 11 септември – Радка Бъчварова, българска аниматорка и режисьорка
- 27 септември – Клиф Бъртън, американски рок-китарист (басист), член на групата Металика (р. 1962 г.)
- 21 октомври – Фриц Хохвелдер, австрийски драматург (р. 1911 г.)
- 23 октомври
  - Едуард Адълберт Дойзи, американски биохимик, лауреат на Нобелова награда за физиология или медицина през 1943 г. (р. 1893 г.)
  - Едуард Дойзи, американски биохимик
- 28 октомври – Джон Брейн, британски писател
- 8 ноември – Вячеслав Молотов, съветски политик (р. 1890 г.)
- 29 ноември – Кари Грант, американски актьор (р. 1904 г.)
- 10 декември – Кейт Улф, фолклорна певица
- 29 декември – Андрей Тарковски, руски кинорежисьор и сценарист
- 30 декември – Венка Асенова, българска шахматистка (р. 1930 г.)

## Нобелови награди
- Физика – Ернст Руска, Герд Биниг, Хайнрих Рорер
- Химия – Дъдли Хършбак, Ли Юан Цъ, Джон Полани
- Физиология или медицина – Стенли Коен, Рита Леви-Монталчини
- Литература – Уоле Шоинка
- Мир – Ели Визел
- Икономика – Джеймс Бюканън

## Филдсов медал
Саймън Доналдсън, Герд Фалтингс, Майкъл Фрийдман